# Y ahora qué?
Y ahora qué? es el primer EP oficial (y segundo lanzamiento) del grupo español La Polla Records (Banco Vaticano es una maqueta previa).
El EP en formato de vinilo de 7" a 45 rpm, contiene únicamente cuatro canciones. Únicamente salieron a la venta unas mil copias. Por alguna razón Evaristo no fue acreditado, pero luego sería incluido en las ediciones posteriores.
Este EP fue reeditado posteriormente por GOR con el segundo EP Barman! en un único CD con el título de Y ahora qué? + Barman. Además, las canciones se incluyeron como temas extra en la primera edición en CD de Salve por Oihuka.
Después de la salida de Revolución, estas canciones ocasionalmente volvieron a ser interpretadas en vivo.

## Canciones
1. "Y ahora que?" - 2:15
2. "10 perritos" - 2:35
3. "Quiero ser alcalde" - 2:58
4. "Hey, hey, hey" - 2:10

## Personal
Músicos
- Evaristo - Voz.
- Txarly - Guitarra solista, coros.
- Sume - Guitarra rítmica, coros.
- Maleguin - Bajo.
- Fernandito - Batería.

Colaboradores
- Eduardo Muñoz - Imagen de la Portada.
- Marino Goñi - Técnico de Grabación.
- Murillo - Diseño de Portada.

- Datos: Q5858110